# بحيرة أكفادو
تقع بحيرة أكفادو أو البحيرة السوداء في جبال جرجرة ضمن الحديقة الوطنية جرجرة ما بين ولايتَيْ تيزي وزو وبجاية في الجزائر.

## وصف
تقع «البحيرة السوداء» في قلب «غابة أكفادو» قرب الطريق الوطني رقم 34، ويُطلق عليها محليا بالأمازيغية «أقولميم أفركان» دعوة حقيقية للراحة باعتبارها ملاذا للهدوء وسط غابة جميلة تتميز بانتشار أشجار البلوط فيها.
تعد «أقولميم أفركان» جوهرة من جواهر جرجرة، وهي موقع ساحر يوجد على ارتفاع 1 200 متر ويجلب السياح المحليين المحبين للطبيعة أكثر فأكثر بحثا عن الراحة بعيدا عن فوضى المدينة وقلق الحياة اليومية.
وتنكشف هذه البحيرة التي تبلغ مساحتها 3 هكتارات وحوالي متر من العمق في كامل جمالها مما يعكس ألوانها المتباينة الأزرق السماوي والأبيض من السحب والأخضر الغامق من أشجار البلوط الذي يحيط بها من كل الجهات وكأنه يحميها.
ويوجد في البحيرة حاجز اصطناعي أنجز على إحدى الجهات للحفاظ على مستوى معين للمياه. وتسبح بعض الأشجار في مياه البحيرة مما يزيد المكان سحرا وجمالا.
و تركن سيارات خفيفة وحافلات صغيرة قرب البحيرة عقب نقلها لسياح من ولايات مجاورة يأتون للقيام بنزهة على حوافها. عائلات، مجموعات من الأصدقاء وراجلون يستقرون تحت ظلال الأشجار بحثا عن الهدوء والسكينة.
المكان مثالي للنزهات عقب تناول الغذاء ثم القيام بقيلولة تحت أصوات نقيق الضفادع وتغريد الطيور وخوار الأبقار.
ويرسم قفز الضفادع في الماء لوحات مائية جميلة لكنها سرعان ما تزول. كما يحمل جذع شجرة ملقى في الماء سحلية عملاقة يطلق عليها مرتادو المكان «الديناصور» وهو ما يعتبر أحد أسرار اقولميم أبركان.
كما يظهر الموقع الأثري لقرية «مهاقة» الذي يعود للحقبة الرومانية أو لحقبة أقدم منها والتي يطلق عليها محليا «آخام اوجهلي» والتي تعد فضولا اثريا وتاريخيا والتي لازالت أسرارها تنتظر الكشف عنها من طرف العلماء.

## الخصائص
| رقم | الخاصية    | القيمة              |
| --- | ---------- | ------------------- |
| 01  | الولايات   | تيزي وزو وبجاية     |
| 02  | الإحداثيات |                     |
| 03  | الارتفاع   | 1,200 م (3,937 قدم) |
| 04  | الطول      | 200 م (656 قدم)     |
| 05  | العرض      | 150 م (492 قدم)     |
| 06  | المساحة    | 3 ها (7.413 أكر)    |
| 07  | العمق      | 1 م (39 بوصة)       |

## التنوع البيئي

### الأشجار
تحيط أنواع عديدة من الأشجار ببحيرة أكفادو.

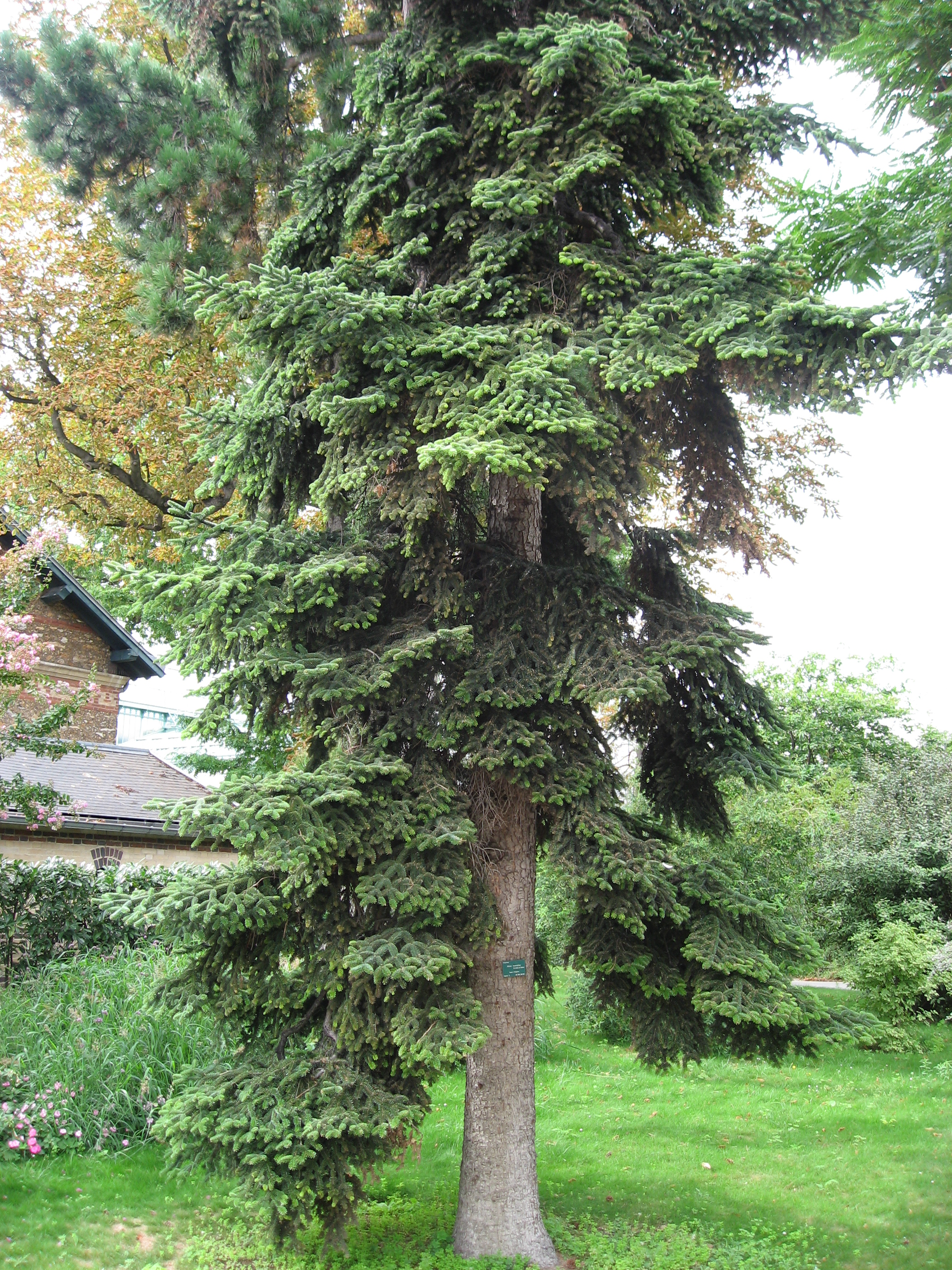
شوح نوميدي
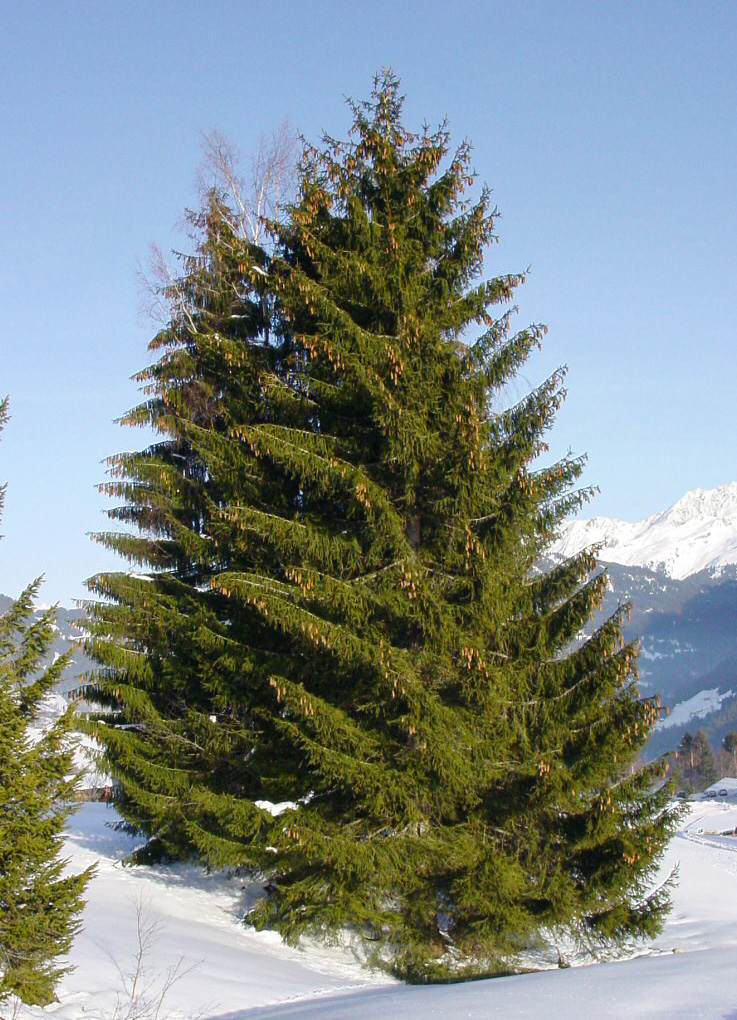
التنوب النوميدي
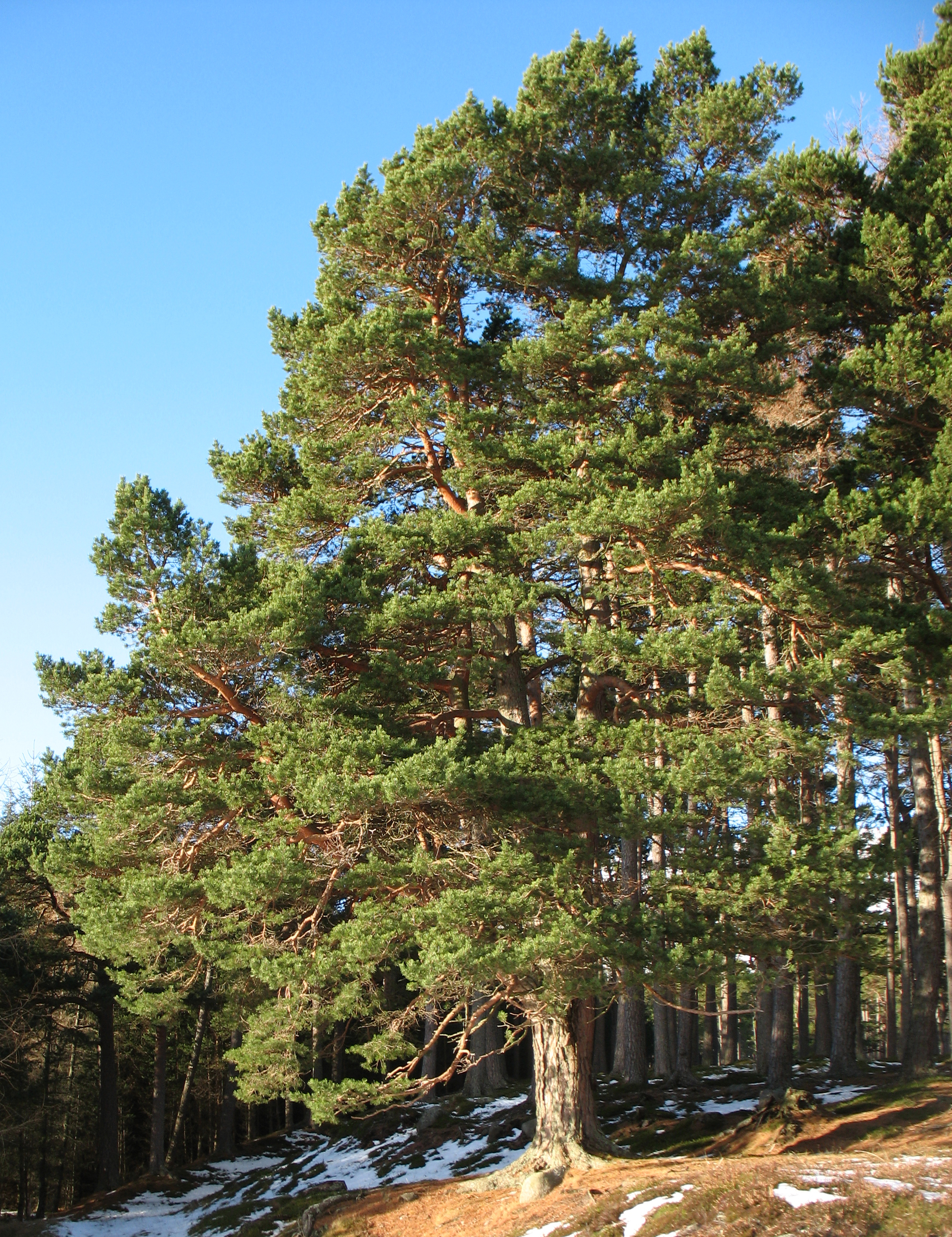
صنوبر بري
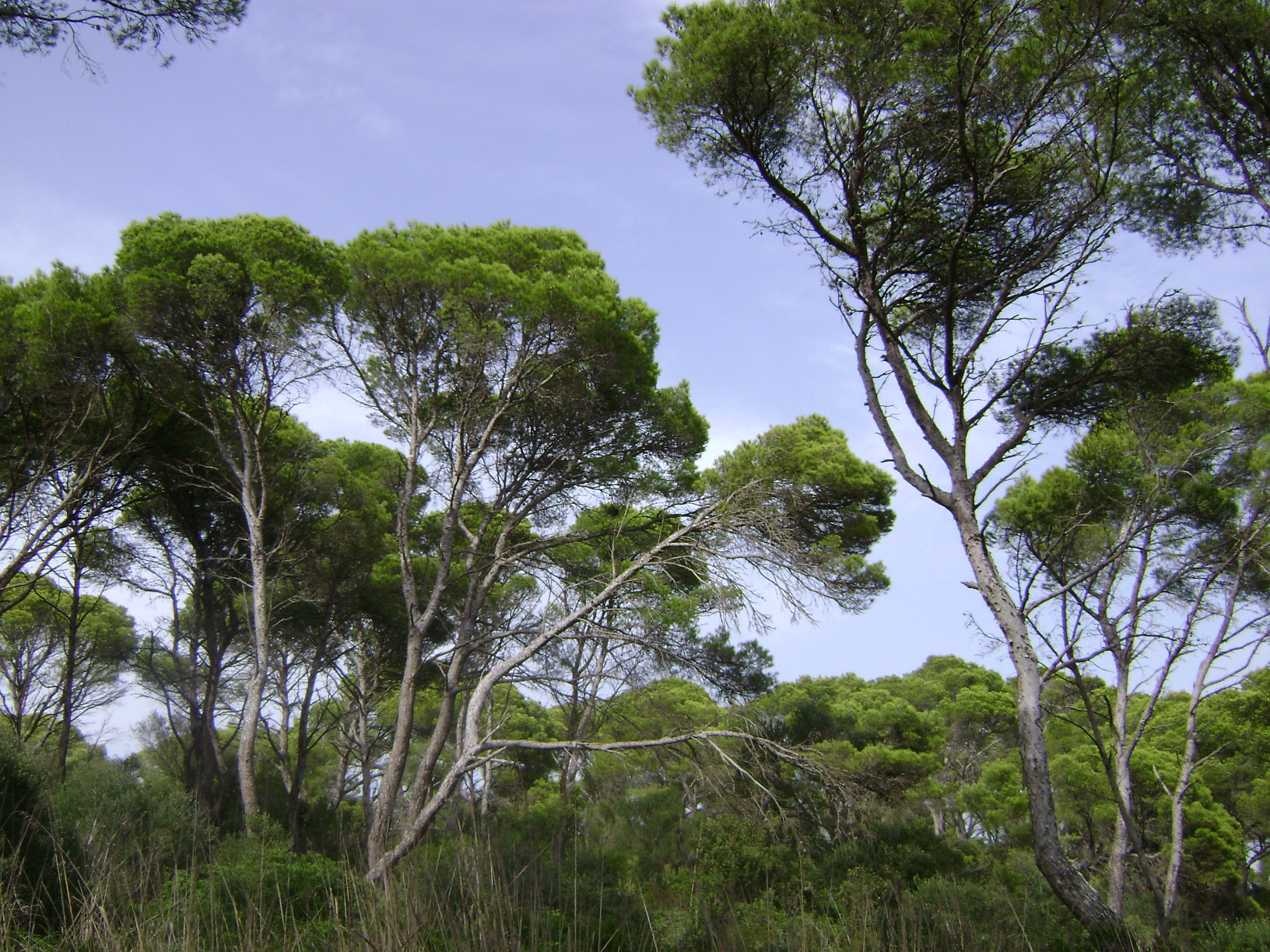
صنوبر حلبي
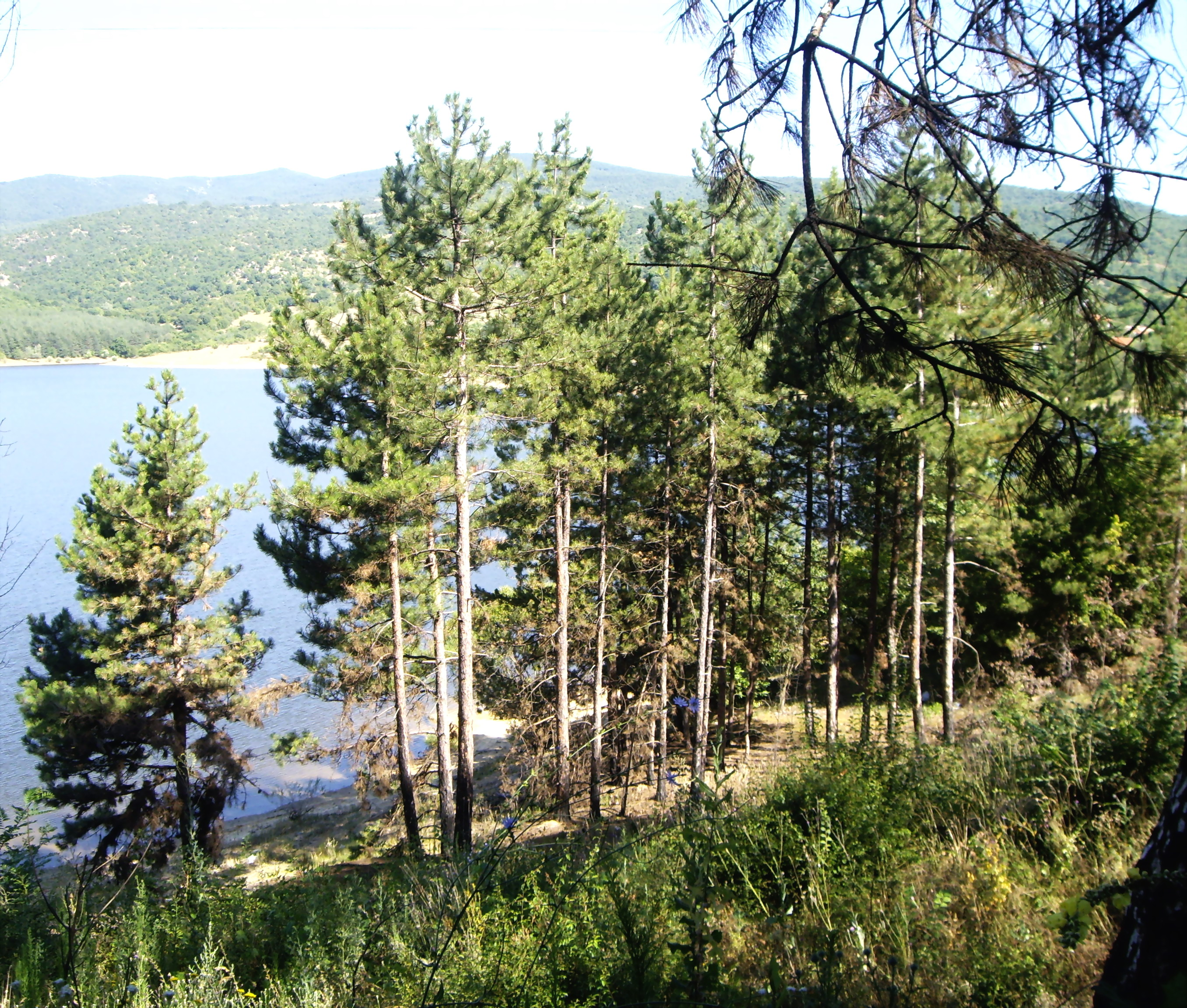
صنوبر أسود
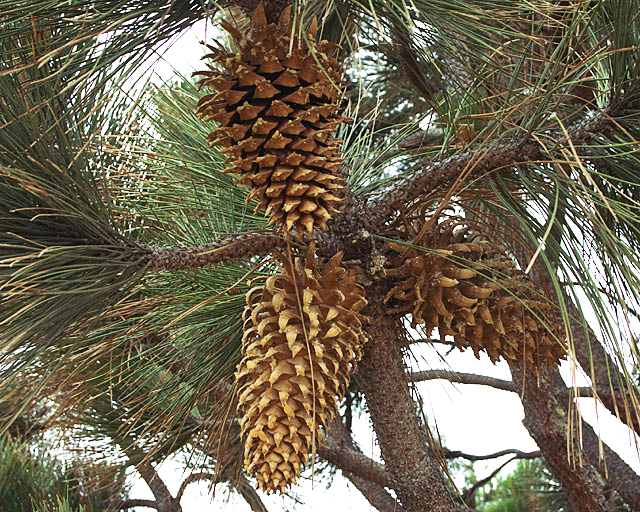
صنوبر كولتري
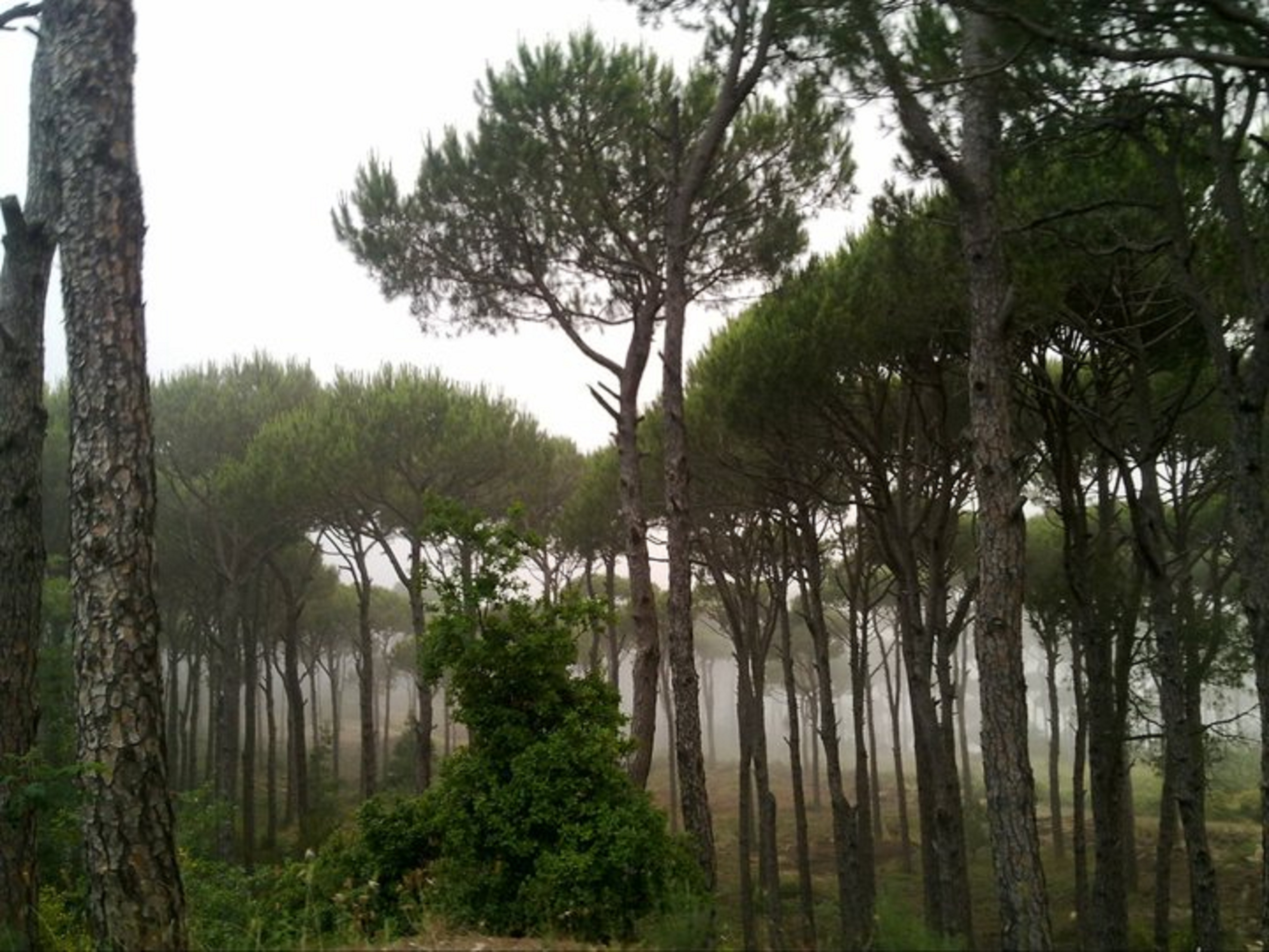
صنوبر ثمري
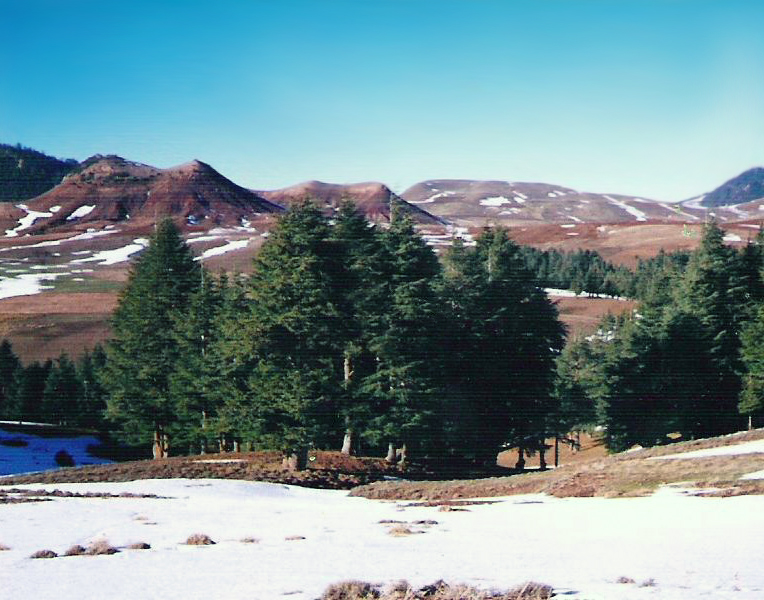
أرز أطلسي
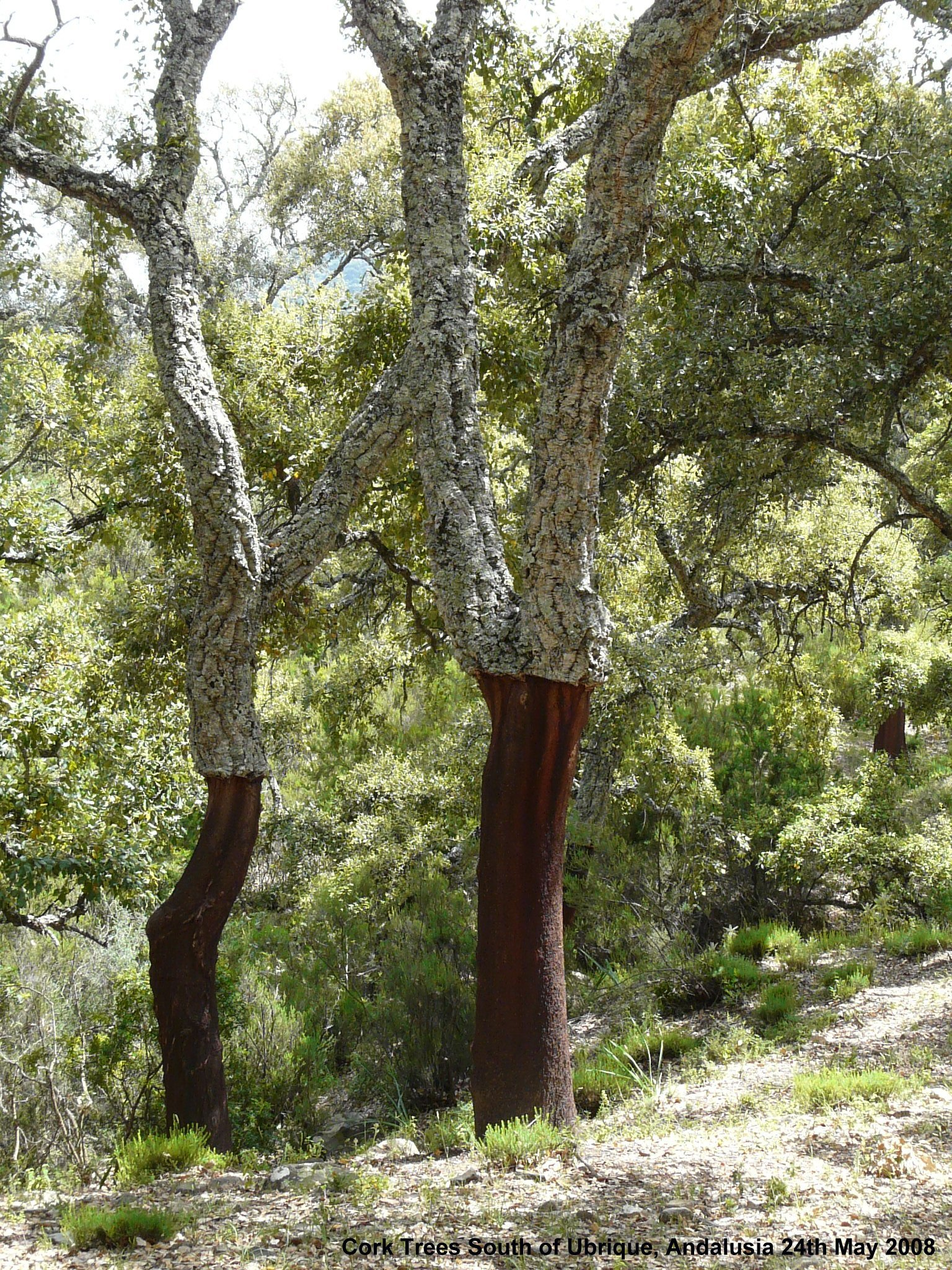
بلوط الفلين
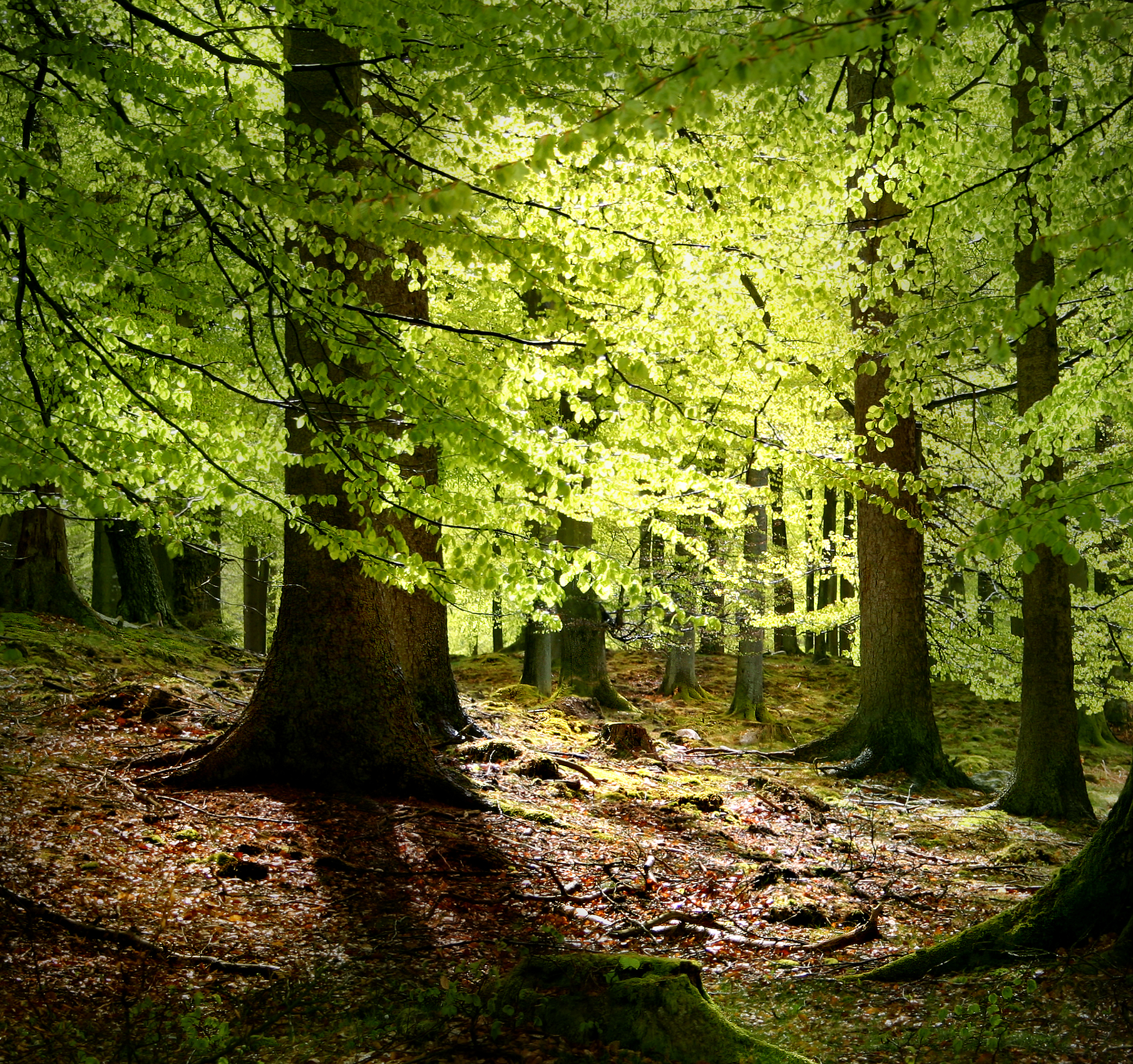
زان أوروبي

### الأيل البربري

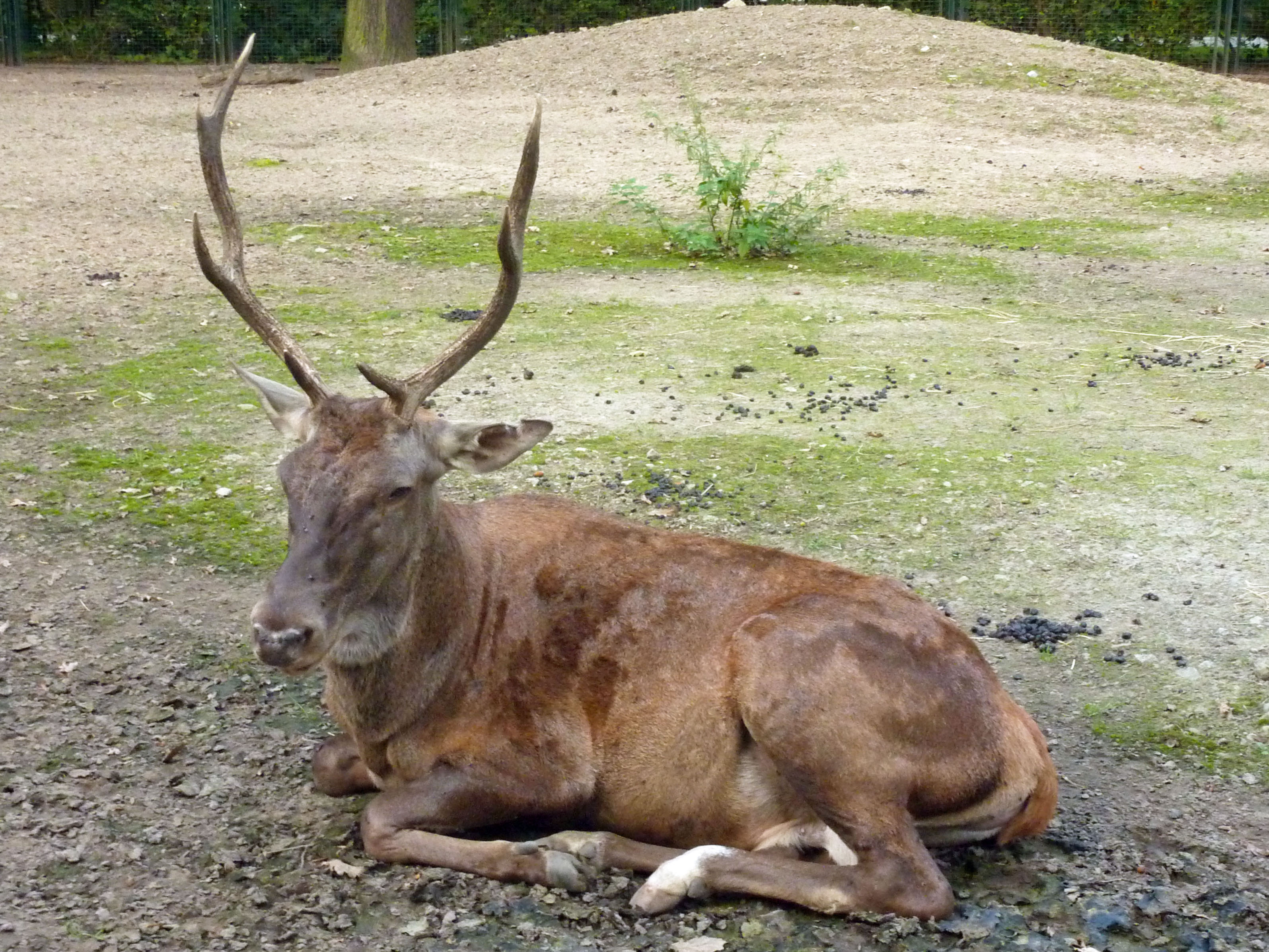
الأيل البربري

يتواجد الأيل البربري أو «أيل الأطلس» في منطقة أكفادو حول «البحيرة السوداء»، ويتميز بجسمه الصغير ولونه الذاهب إلى البني الداكن مع بعض البقع البيضاء على الظهر.
وهو النوع الوحيد من مجموعة الأيليات التي توجد في الجزائر، وهو يتواجد ويزدهر في المناطق الرطبة الكثيفة والغابات المماثلة لمرتفعات أكفادو.
وكان من الحيوانات مهددة بالانقراض، بعد صيده بكثرة لحمه وجلده ومن أجل بيع قرونه للأجانب حتى كاد ينقرض خلال العام 2004م.
ثم انطلقت حملة إعادته إلى الجزائر عن طريق محافظة الغابات بالجزائر كعملية توطين زوج من الأيل البربري مع صغريهما بواسطة محافظة الغابات بالتعاون مع مركز تطوير المصيدات بزرالدة وذلك بمنطقة طراس بأعالي جبال بلدية زيتونة التي تتربع علي مساحة خمسين هكتارا.
وكان هذا الأيل يعاني من الحيوانات المفترسة التي منها: الأسد البربري والنمر الأفريقي ودب الأطلس ولكن الأخير فهو منقرض، والأول منقرض في البرية، أما الأوسط فهو مهدد بصورة حرجة.
ويتغدى الأيل البربري على الفاكهة والخضر حيث يعيش في غواب السنديان والفلين، ويبقى حمله حوالي ثمانية أشهر، والولادة تتم بين أفريل وجوان.
وفي السنوات الأخيرة بدأت الجزائر في توفير شروط إعادة هذا النوع من الأيائل وذلك بتوكيل مركز المصيدات بزرالدة بمراقبة وتحسين ظروف تعايشها لضمان عدم انقراضها وذلك باستحداث محمية لدراسة معلومات عن الأيل البربري ثم جمعت أربعة أيائل من مختلف حدائق الحيوانات وأربعة آخرين من محميات ماسكارة والقلعة. ومنذ ذلك الحين أنتجت حوالي 21 فرد أستخدم بعضها في إطلاق أيائل في غابة أكفادو التي تعتبر بيئتها الطبيعية ووفقا للنتائج فهي تبشر خيرا بعد ولادة ثلاث عجول برية 100/100 %.

### المكاك البربري

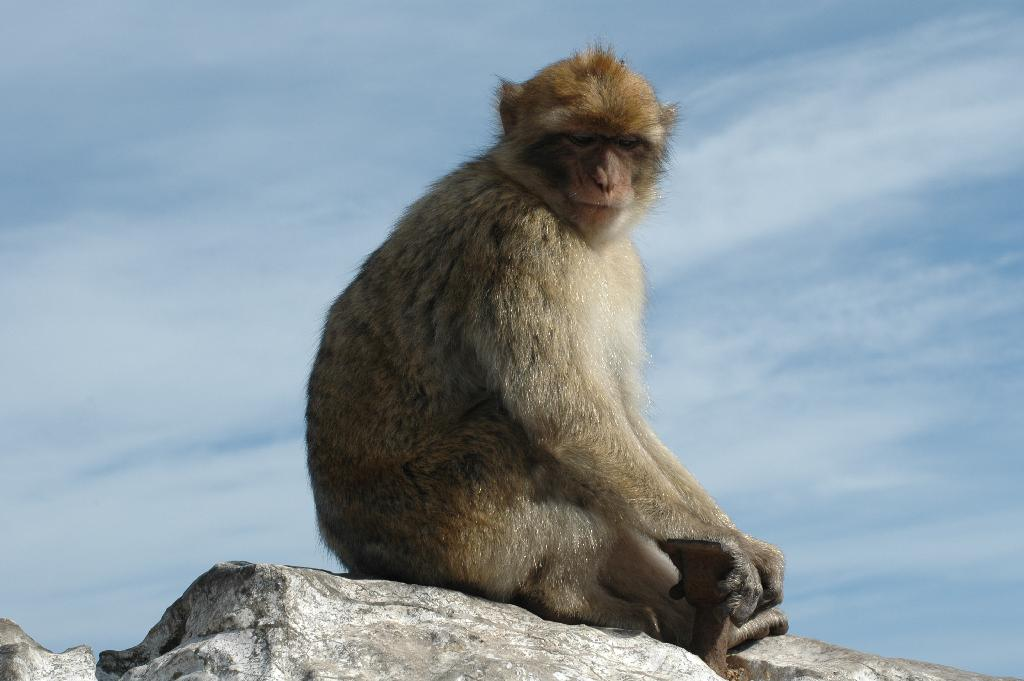
المكاك البربري

يوجد المكاك البربري قرب «البحيرة السوداء»، ويخرج أحيانا إلى الطرقات والمناطق المأهولة بالسكان لطلب الطعام.
وقد اتخذت الحكومة الجزائرية عدة إجراءات لحماية هذا الحيوان الذي أصبح مهددا، كوضع إشارات في أماكن تواجده بكثرة لمنع إطعام الماغو ومنع امتلاكه لغرض التربية، فبعض الأطعمة التي يقدمها الأشخاص للقردة تؤدي به إلى الوفاة بعض الأحيان.
كما بادرت الحكومة الجزائرية بإنشاء عدة محميات طبيعية أين تتواجد الأعداد الكبيرة منه مثل الحديقة الوطنية تازة والحديقة الوطنية قورايا المطلتين على خليج بجاية، وكذلك في الحديقة الوطنية جرجرة.

### ثدييات أخرى
يتوافد 22 نوعا من الثدييات من أجل الارتواء من مياه «البحيرة السوداء» في أكفادو.

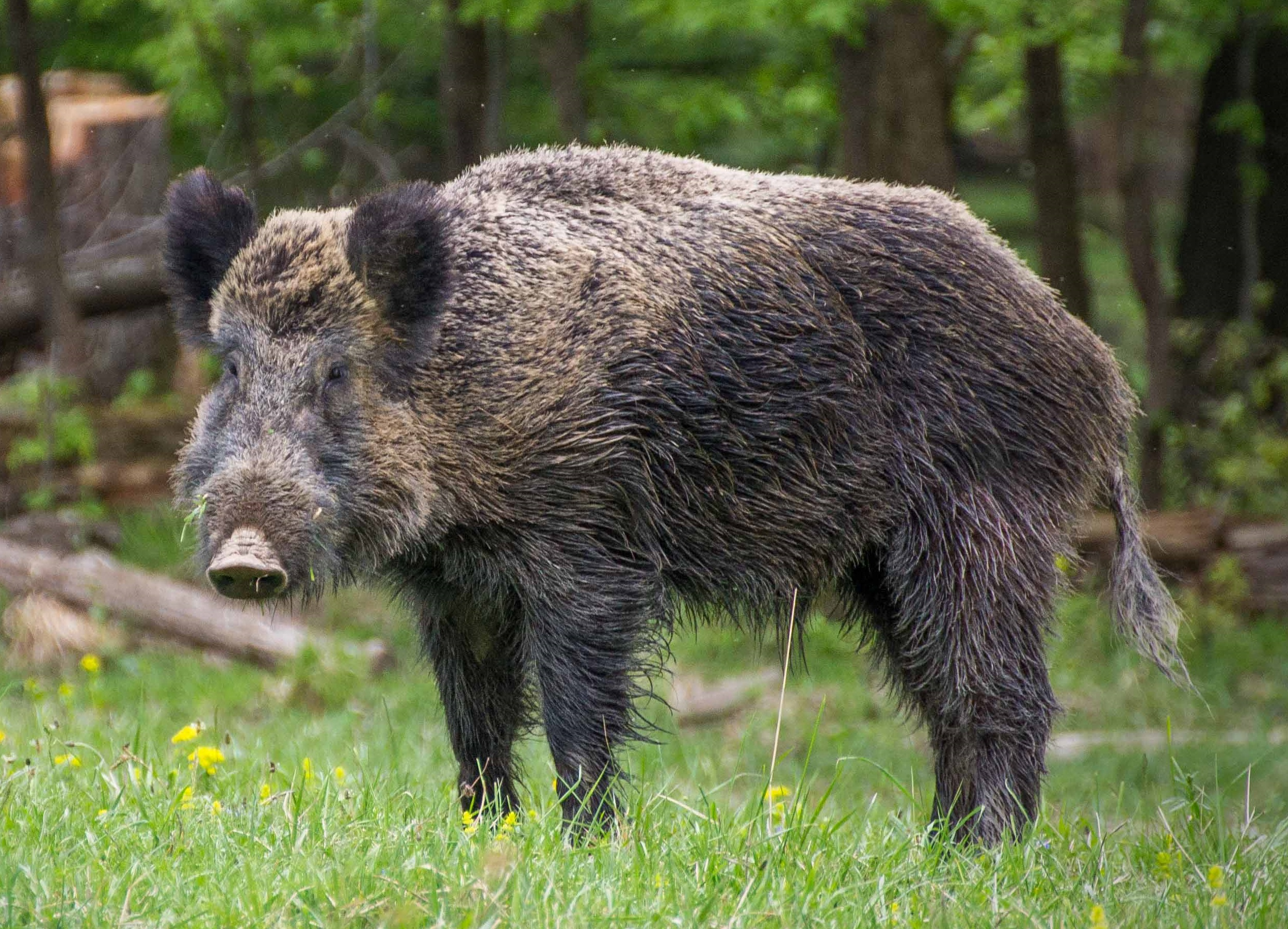
خنزير بري
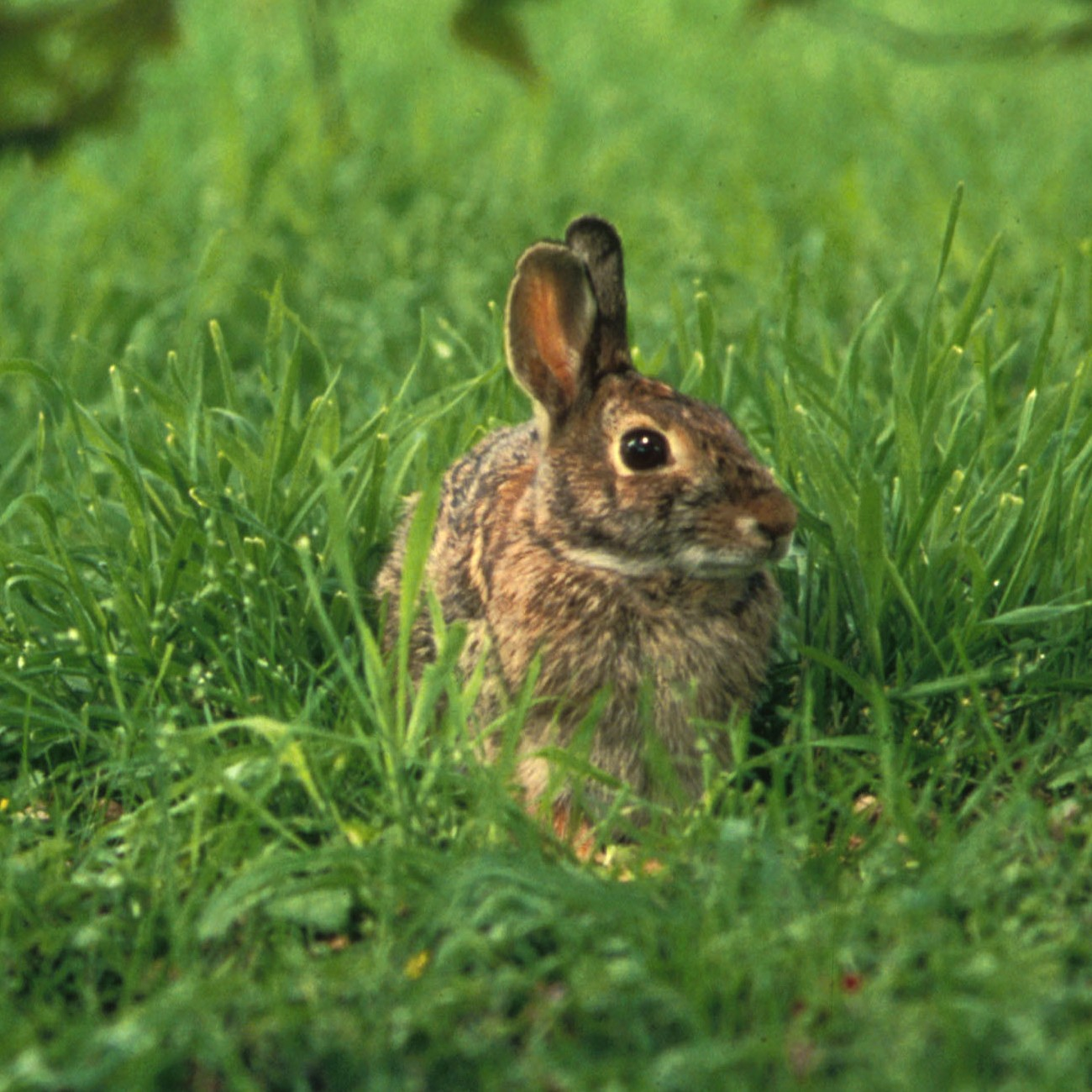
أرنب
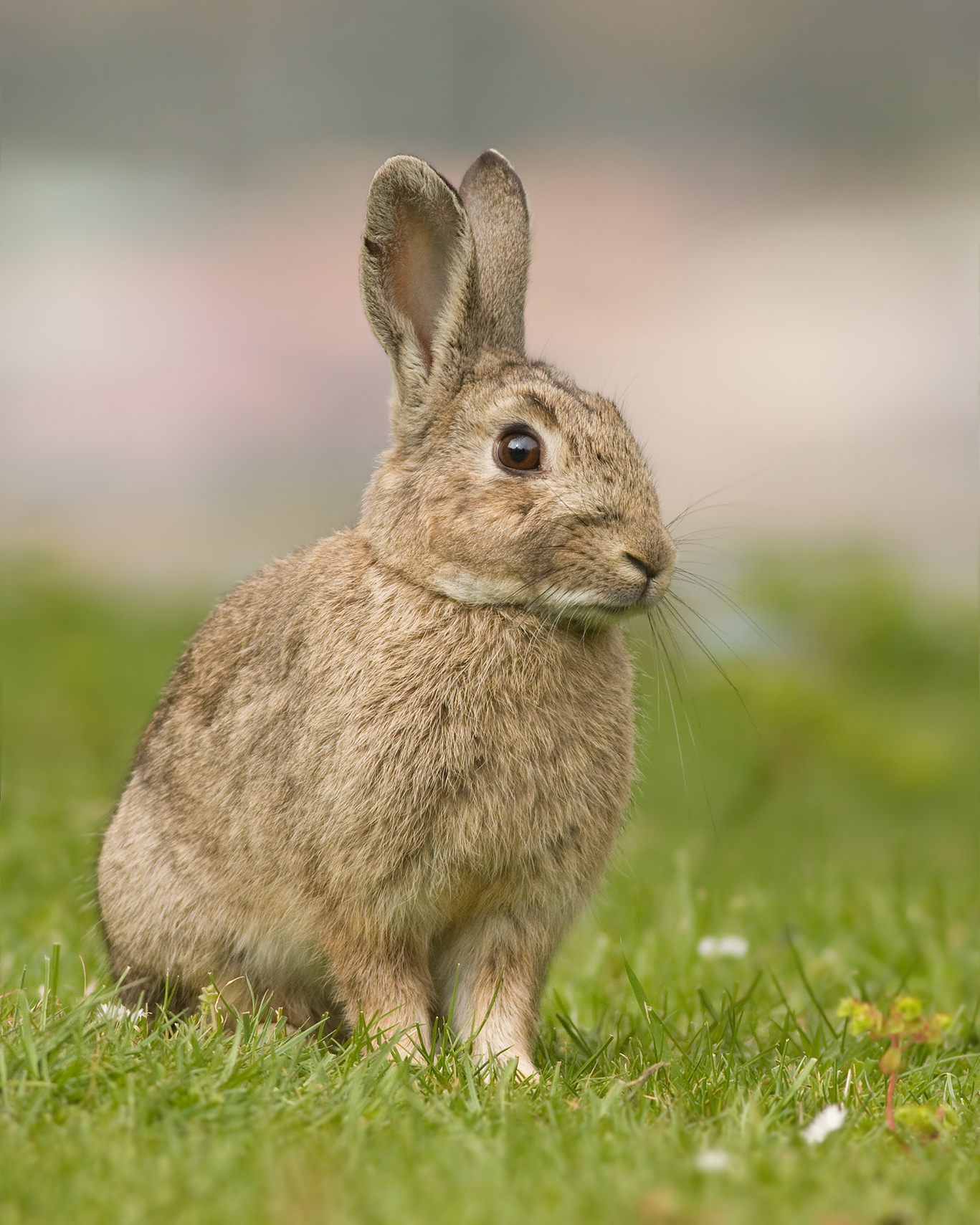
أرنب أوروبي
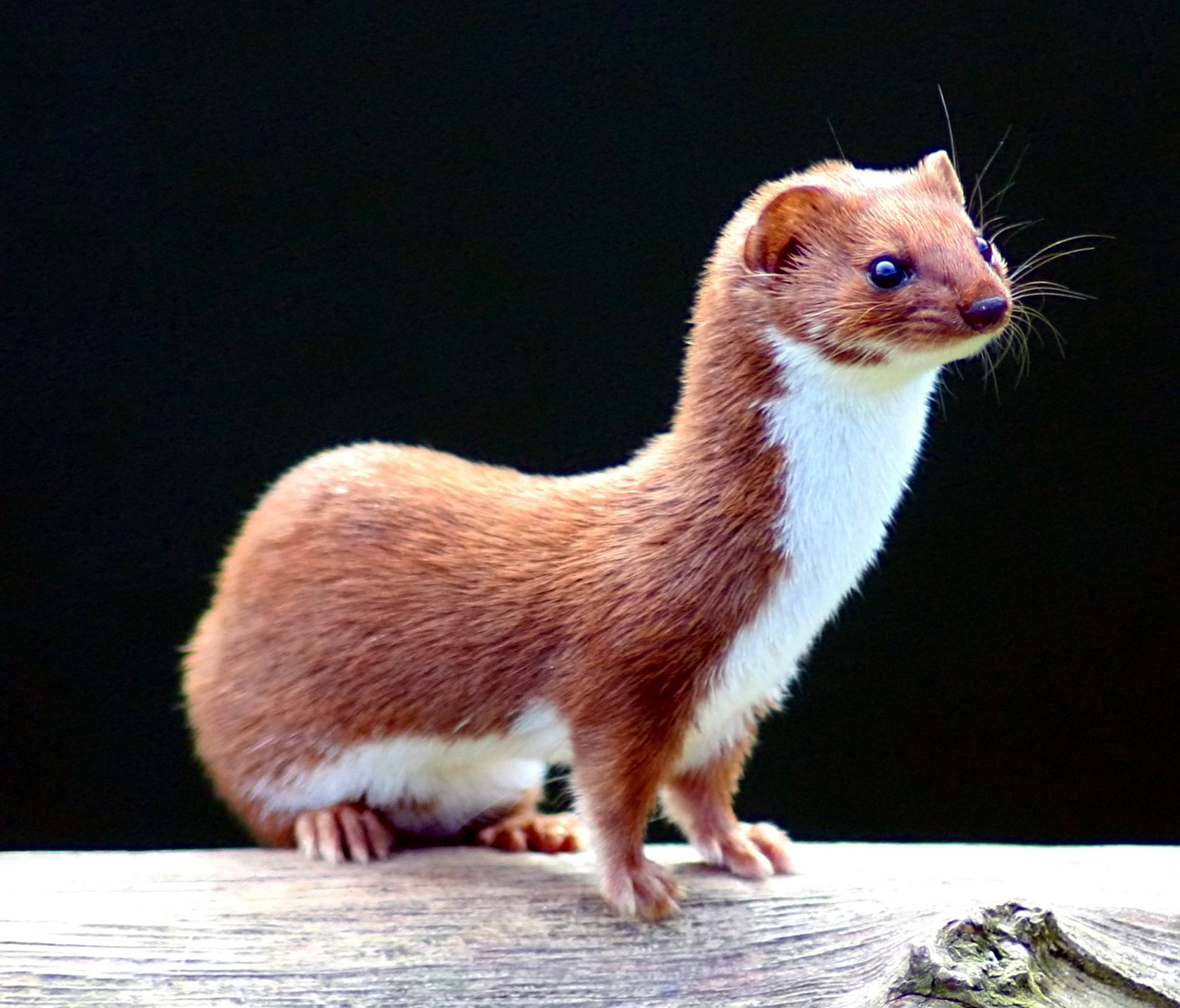
ابن عرس صغير
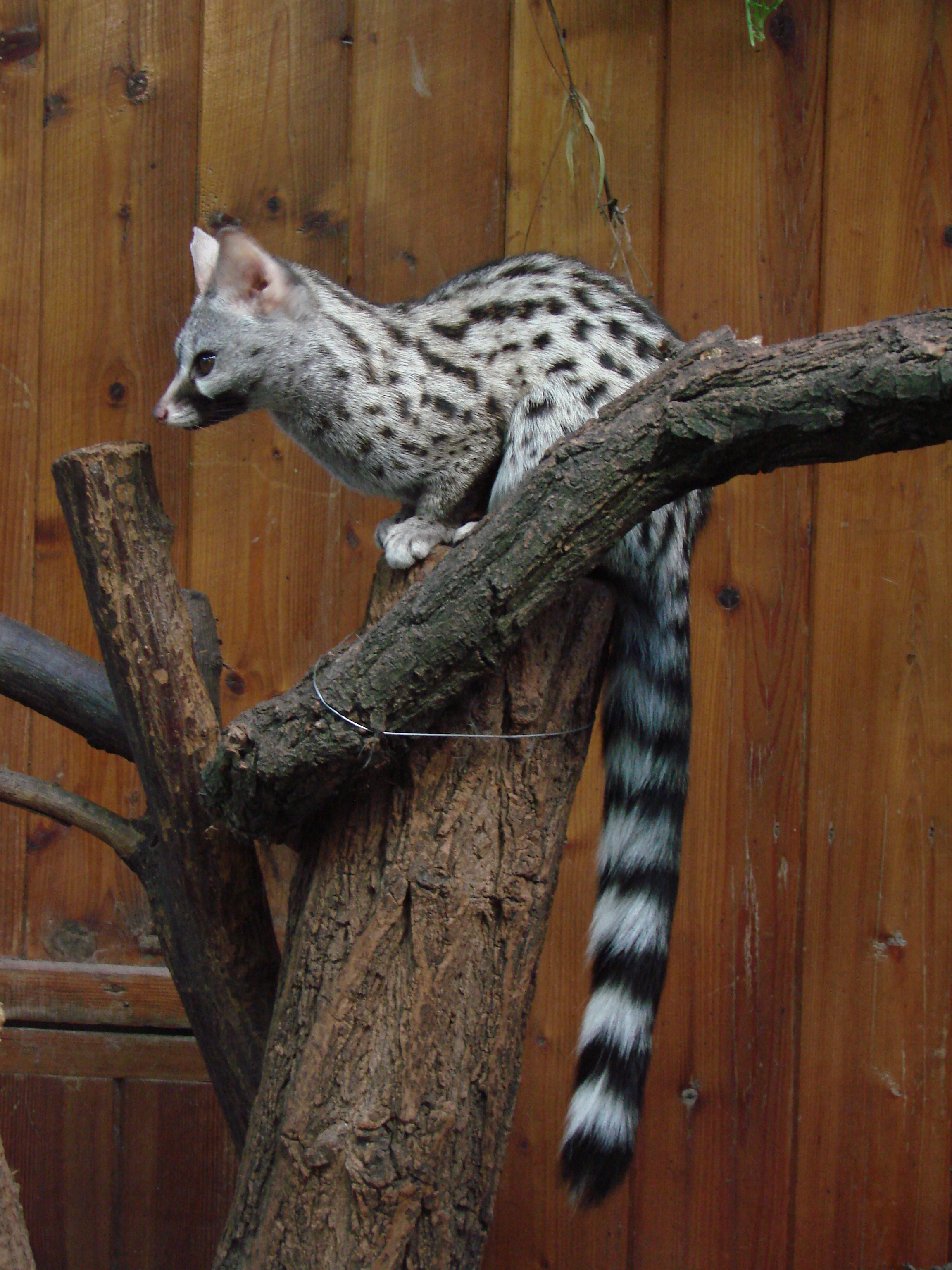
زردي
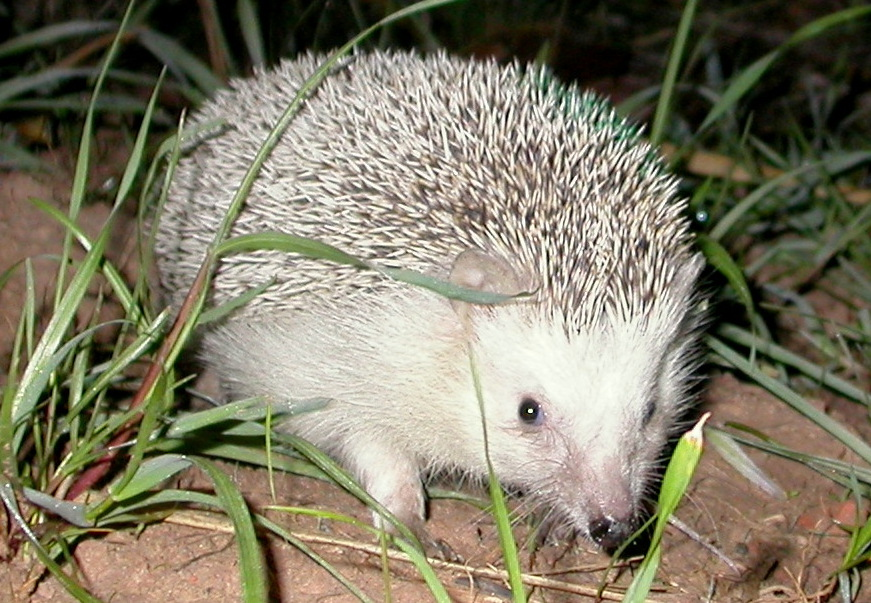
قنفذ شمال أفريقيا
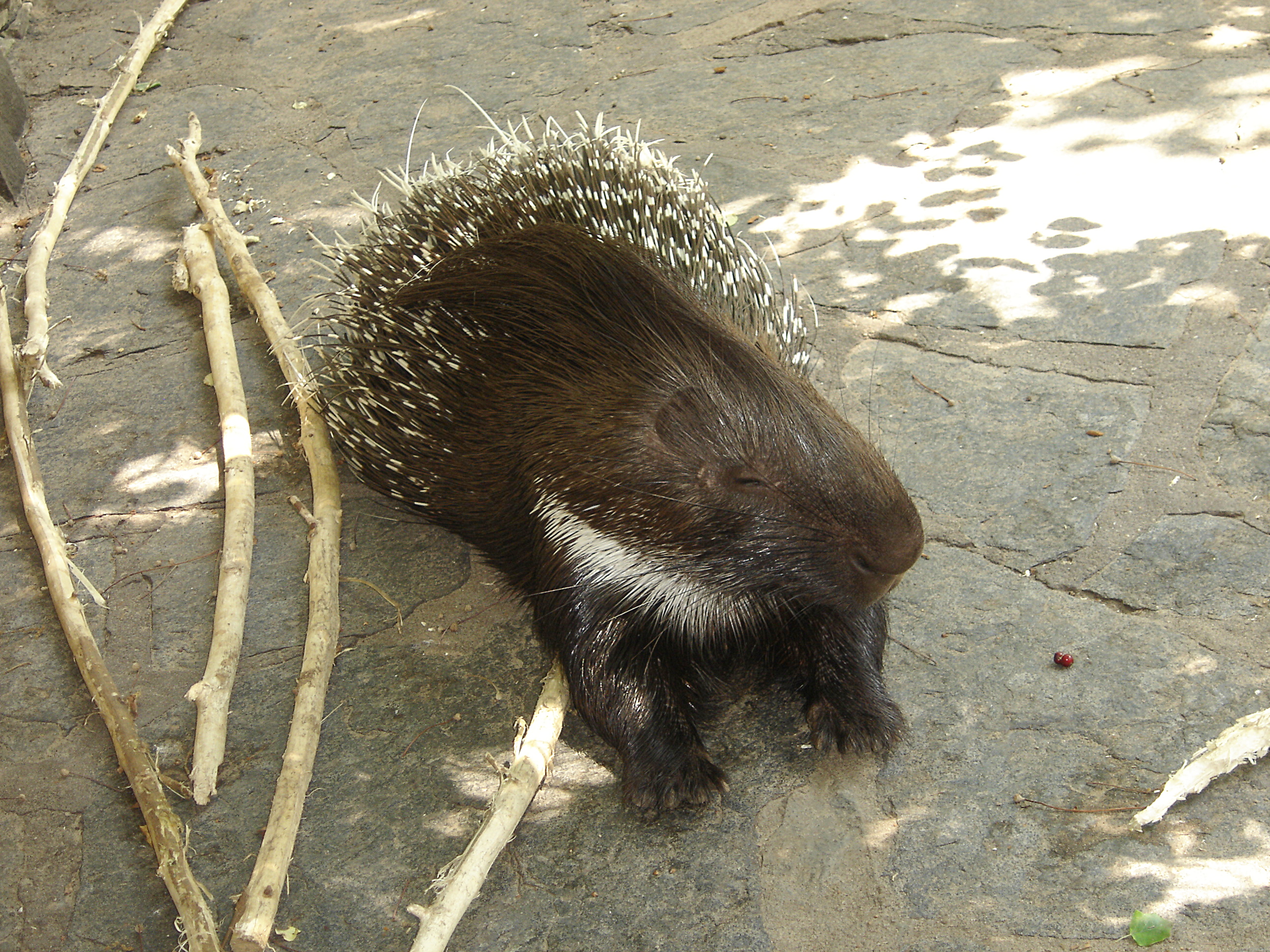
نيص
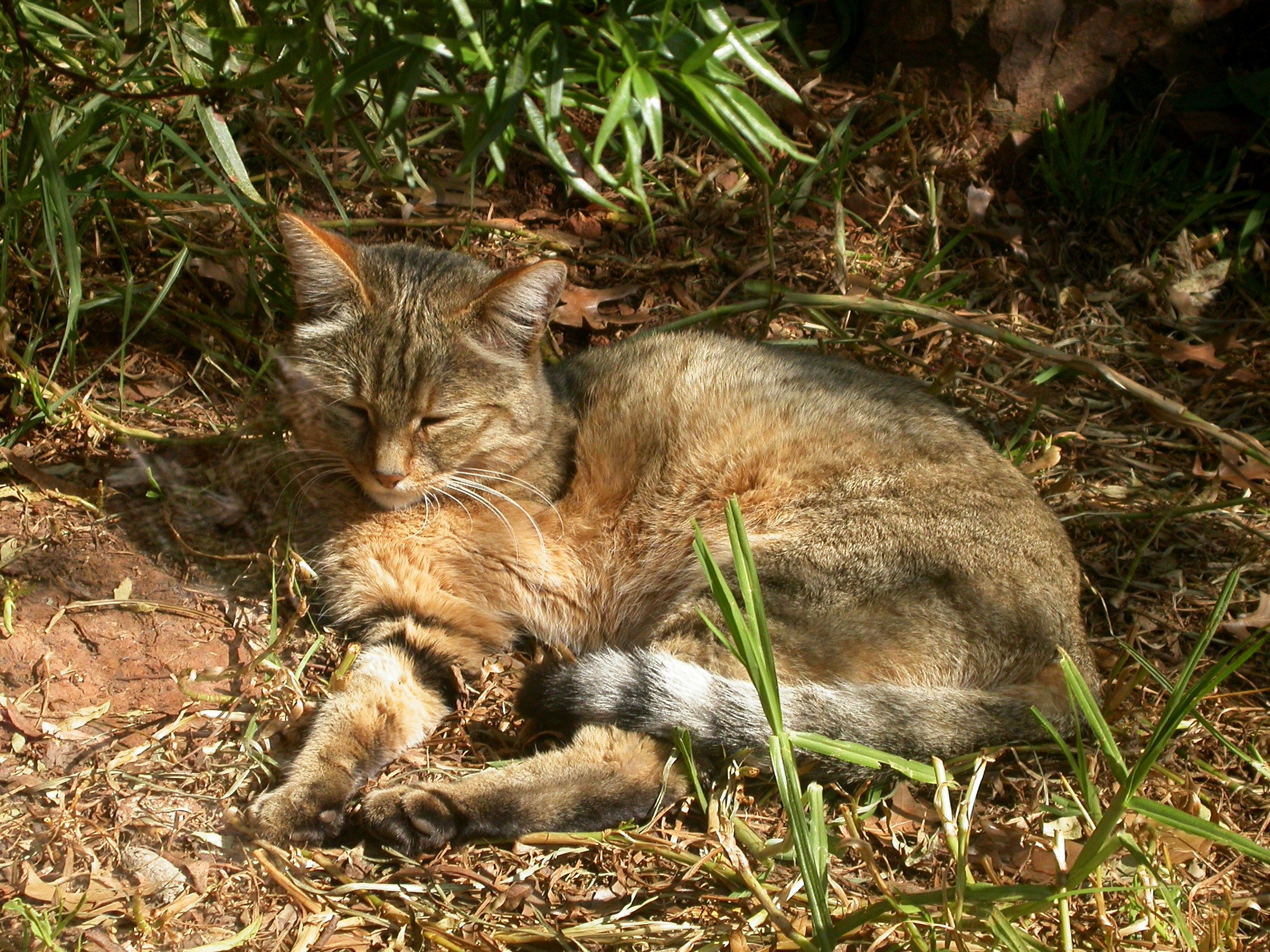
قط بري
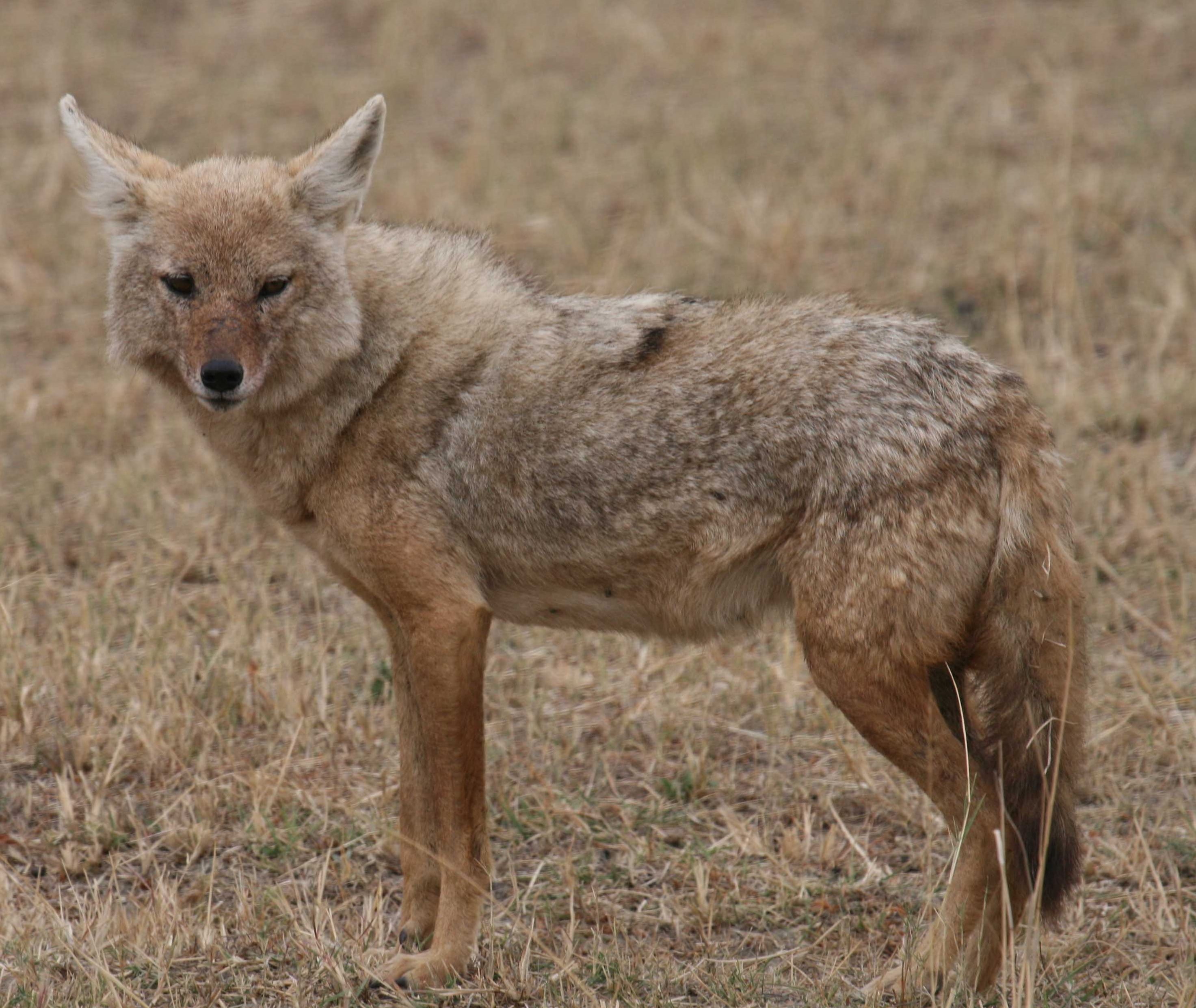
ابن آوى الذهبي
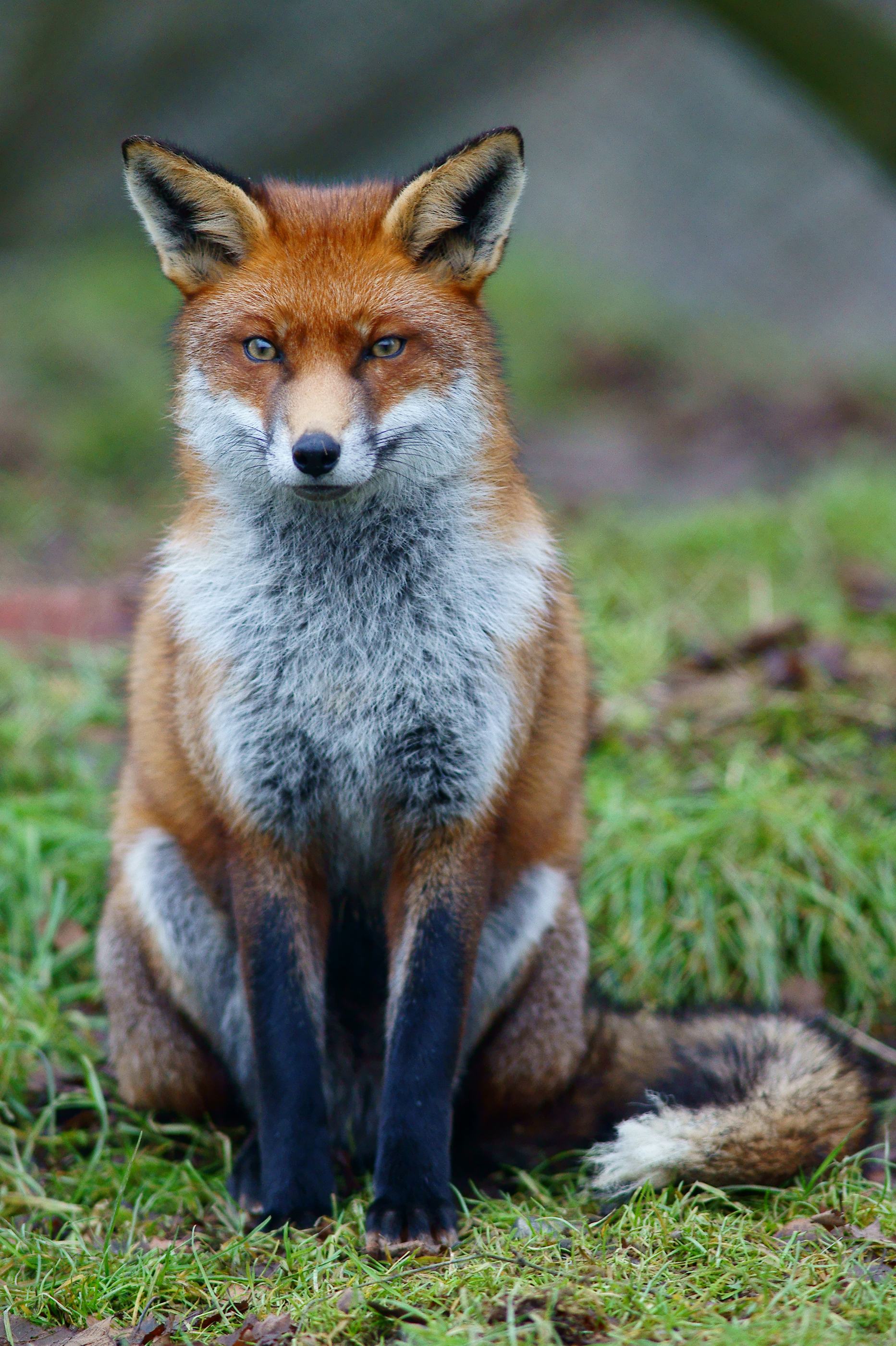
ثعلب أحمر
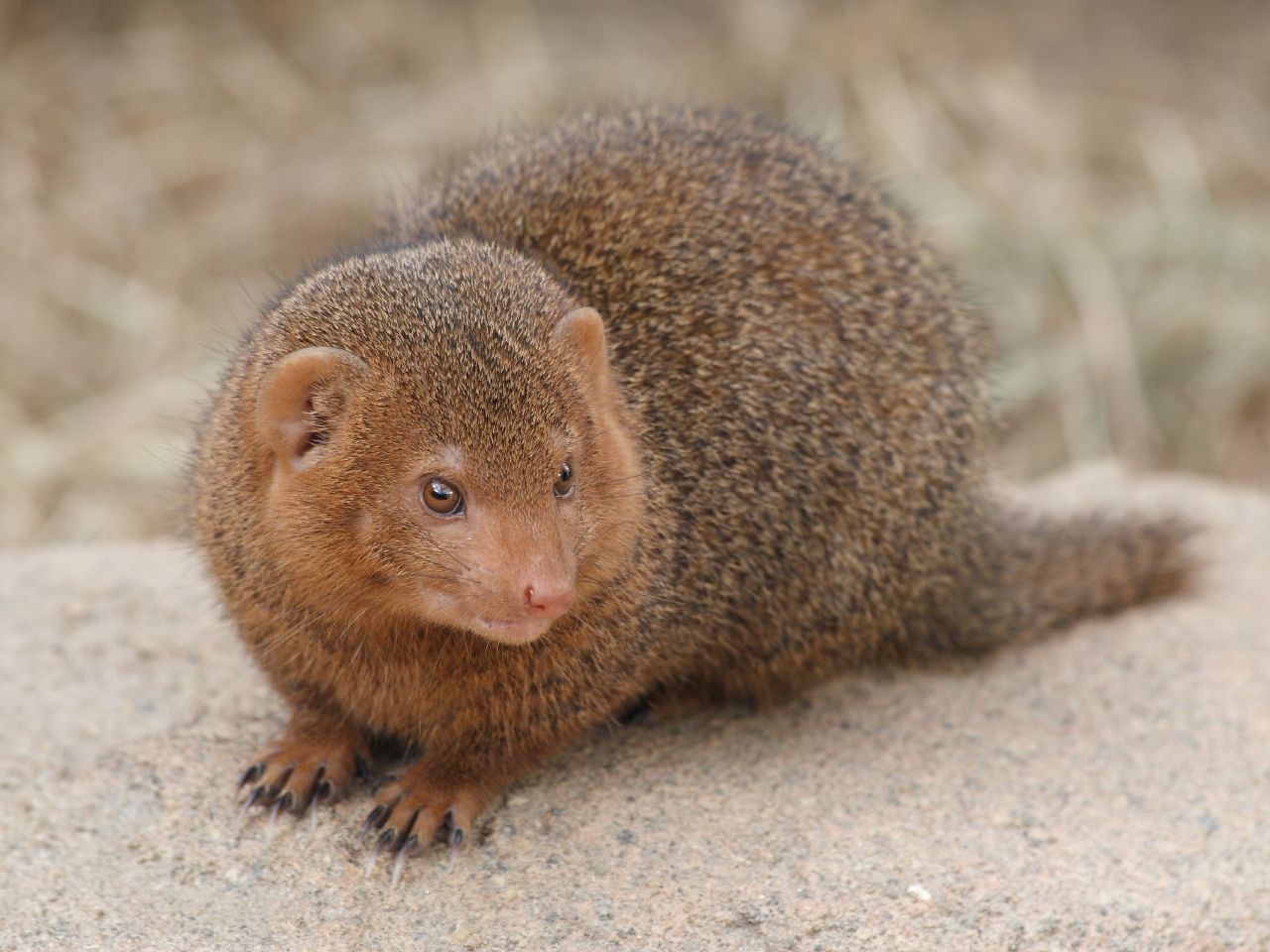
نمس
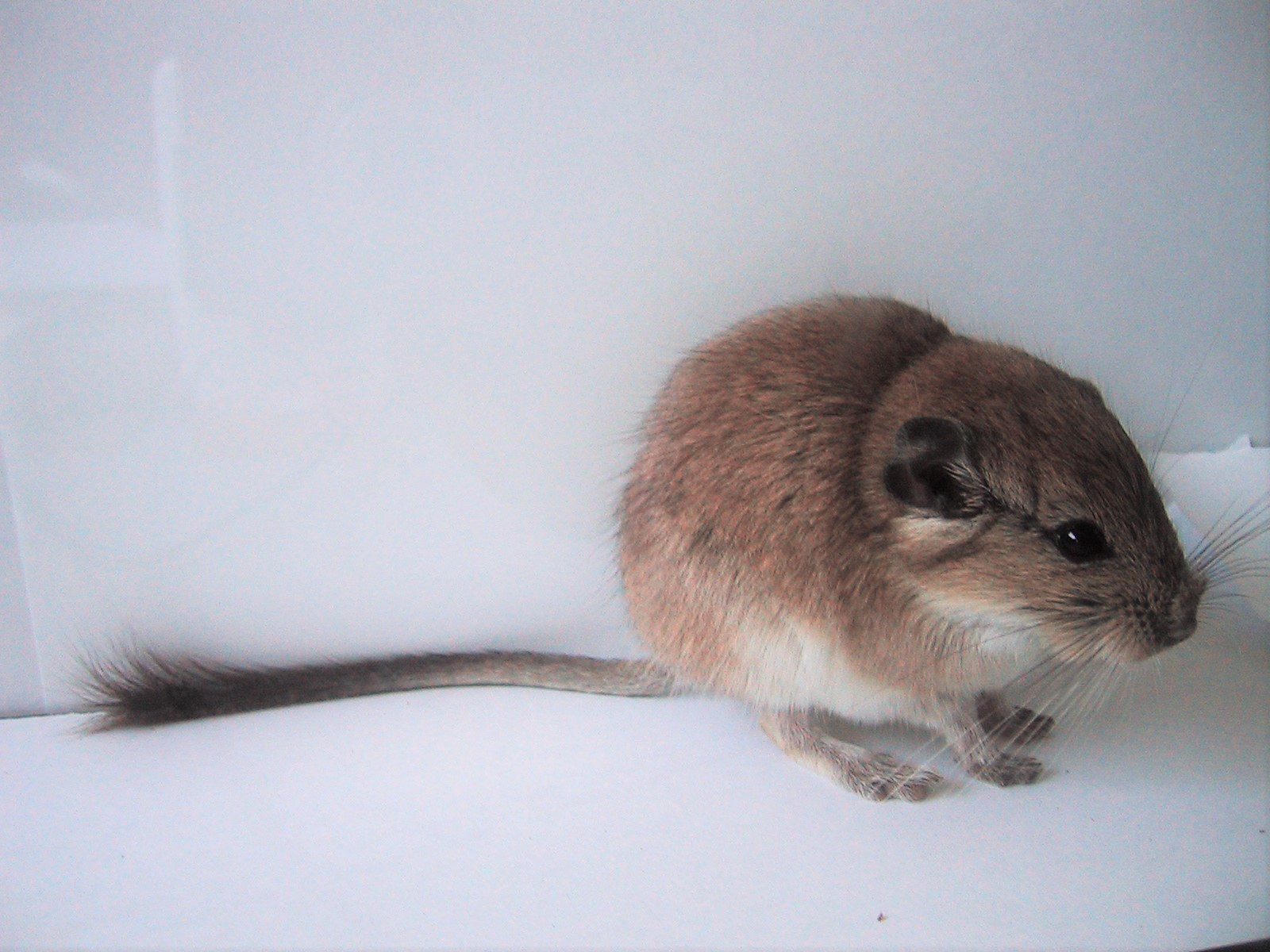
الفأر البني

## موقع البحيرة
تقع «بحيرة أكفادو» ما بين ولايتَيْ تيزي وزو وبجاية، غير بعيد عن منبع وادي الصومام.
وهذا الموقع الرائع داخل غابة أكفادو يجعل منه موقعا استراتيجيا ضمن الحديقة الوطنية جرجرة.
تقع البحيرة على بُعد مستقيم قدره 43 كلم إلى الغرب من مدينة بجاية، وعلى بُعد مستقيم قدره 50 كلم إلى الشرق من مدينة تيزي وزو، ويطل عليها جبل أكفادو الذي يبعد عنها بمسافة 7 كلم إلى الجنوب.
وتقع هذه البحيرة في بلدية آدكار ضمن دائرة آدكار.

## المراجع

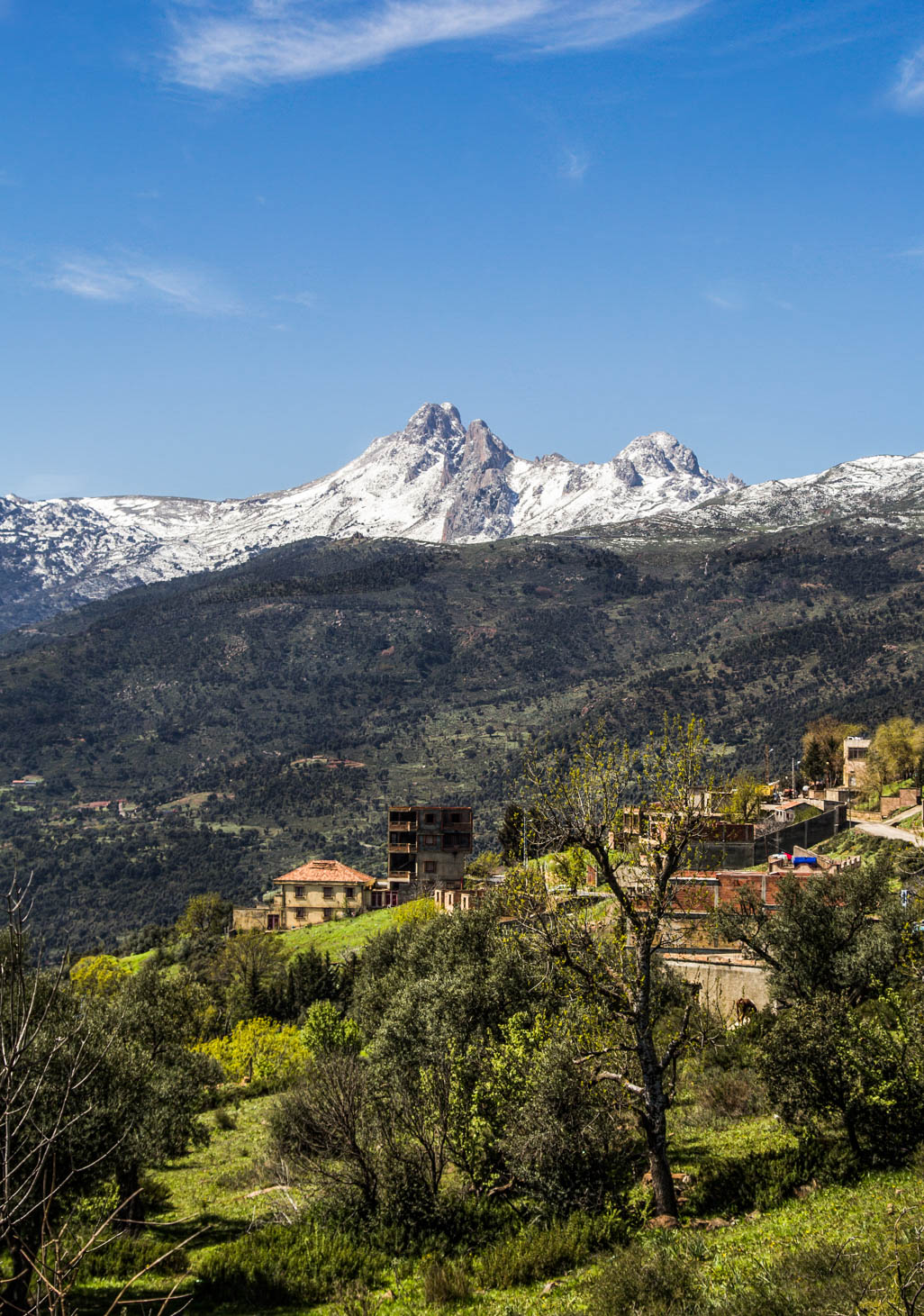
جبل أكفادو

### مواضيع ذات صلة
- غابة أكفادو
- الحديقة الوطنية جرجرة
- الطريق الوطني رقم 12
- الطريق الوطني رقم 24
- الطريق الوطني رقم 26
- الطريق الوطني رقم 34
- الطريق الوطني رقم 75
- المجاري المائية في الجزائر
- قائمة أنهار الجزائر
- وزارة الموارد المائية الجزائرية
- نظام مائي للوديان
- نظام مطري للوديان
- الأطلس التلي
- جبال جرجرة
- منطقة القبائل
- زواوة
- ولاية تيزي وزو
- ولاية بجاية
- السياحة في الجزائر
- قائمة أهم المعالم السياحية في العالم

### فيديوهات
- بحيرة أكفادو على يوتيوب.
- بحيرة أكفادو على يوتيوب.
- بحيرة أكفادو على يوتيوب.
- بحيرة أكفادو على يوتيوب.
- بحيرة أكفادو على يوتيوب.
- بحيرة أكفادو على يوتيوب.
- بحيرة أكفادو على يوتيوب.
- بحيرة أكفادو على يوتيوب.
- بحيرة أكفادو على يوتيوب.
- بحيرة أكفادو على يوتيوب.
- بحيرة أكفادو على يوتيوب.
- بحيرة أكفادو على يوتيوب.
- بحيرة أكفادو على يوتيوب.
- بحيرة أكفادو على يوتيوب.
- بحيرة أكفادو على يوتيوب.

### وصلات خارجية
- الصورة ليست لبحيرة اكفادو.. هي لبحيرة اقلميم بجرجرة.. بحيرة اكفادو توجد داخل ادغال
- وزارة الموارد المائية الجزائرية نسخة محفوظة 10 مارس 2018 على موقع واي باك مشين.